# Werchnia Pysariwka
Werchnia Pysariwka (ukr. Верхня Писарівка) – wieś na Ukrainie, w obwodzie charkowskim, w rejonie wołczańskim. W 2001 liczyła 111 mieszkańców, spośród których 92 posługiwało się językiem ukraińskim, 17 rosyjskim, 1 innym, a 1 się nie zdeklarował.